# Diego Barney
Diego Felipe Barney Ospina, noto semplicemente come Diego Barney (25 agosto 1993), è un giocatore di calcio a 5 colombiano.

## Carriera

### Club
Considerato all'inizio della carriera tra i calcettisti colombiani più promettenti della sua generazione, ha giocato prevalentemente nella liga colombiana eccetto due brevi parentesi nel campionato cipriota e nella seconda serie portoghese.

### Nazionale
Con la nazionale colombiana ha partecipato alla Coppa del Mondo 2012 conclusa al quarto posto assoluto che rappresenta il miglior traguardo dei cafeteros nelle competizioni FIFA.

## Palmarès
- Liga colombiana: 1

Deportivo Meta: Apertura 2014